# Curacó (departement)
Niet te verwarren met Curaçao
Curacó is een departement in de Argentijnse provincie La Pampa. Het departement (Spaans: departamento) heeft een oppervlakte van 13.125 km² en telt 886 inwoners.

## Plaatsen in departement Curacó
- Gobernador Duval
- Puelches